# Autostrada A2 (Grecia)
L'autostrada A2 Egnatia Odos (in greco Εγνατία Οδός, "Via Egnatia") è un'autostrada greca che fa parte della strada europea E90.
L'autostrada collega il porto di Igoumenitsa sul Mar Ionio alla frontiera turca attraversando le regioni di Epiro (Ήπειρος), Macedonia (Μακεδονία) e Tracia (Θράκη). La sua lunghezza è di 670 km. La costruzione cominciò negli anni novanta ed è finita nel 2009. Tutta l'autostrada include 76 gallerie (con una lunghezza complessiva di 99 km).
Egnatia Odos è la traduzione greca di Via Egnatia, nome dell'antica strada romana che collegava Bisanzio a Durazzo.

## Galleria d'immagini

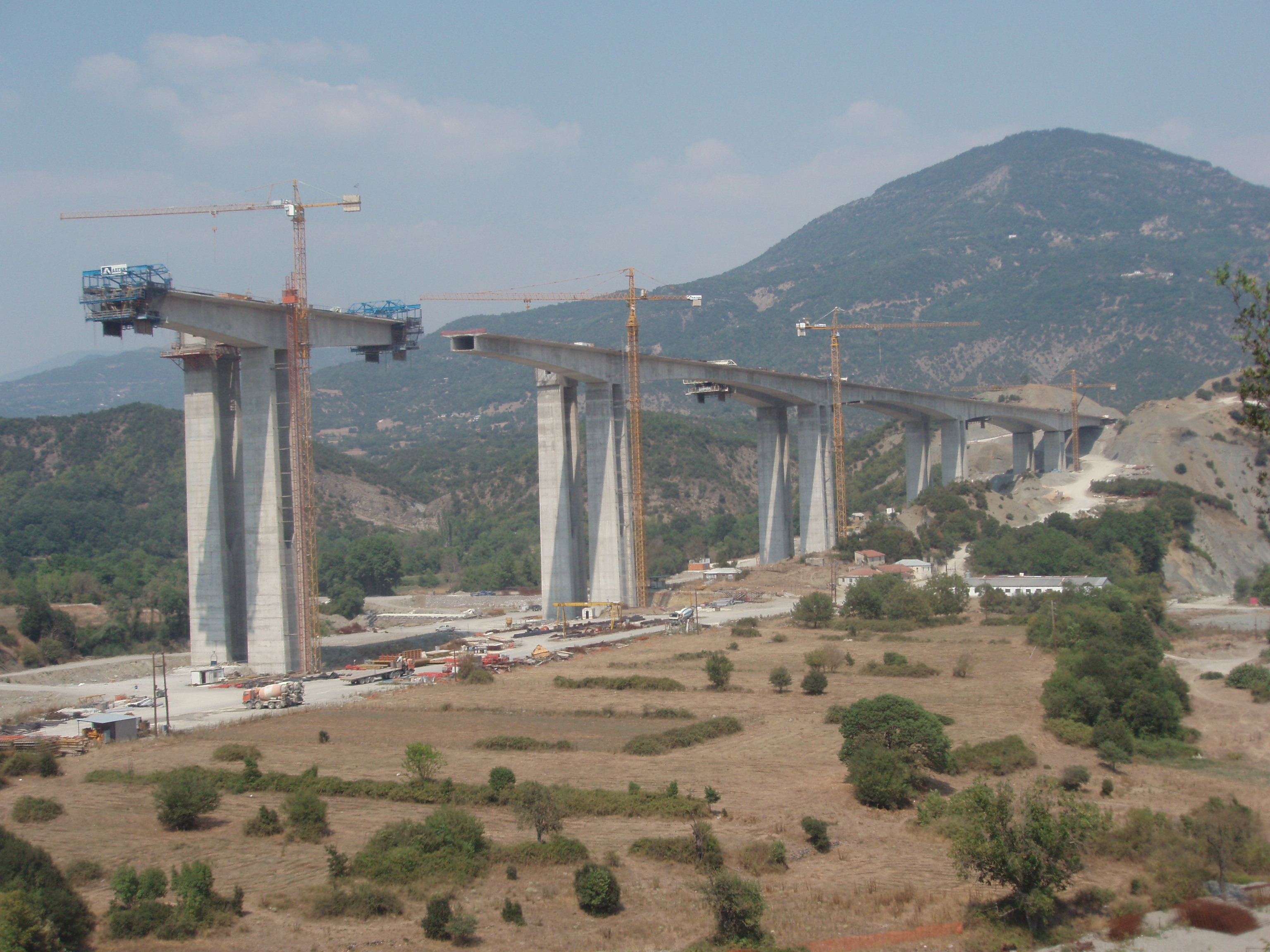
Un ponte in costruzione
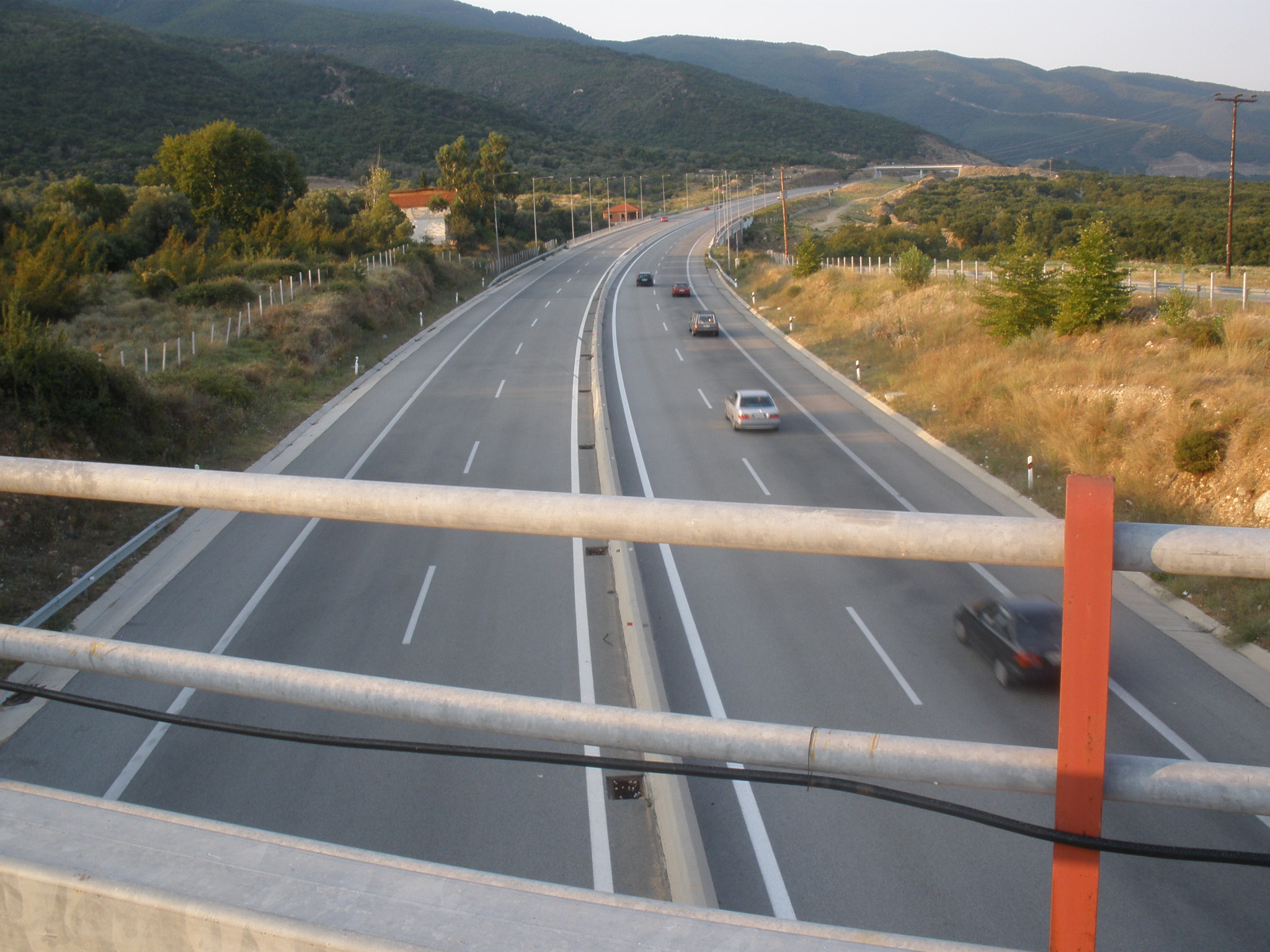
Un tratto dell'autostrada presso Asprovalta
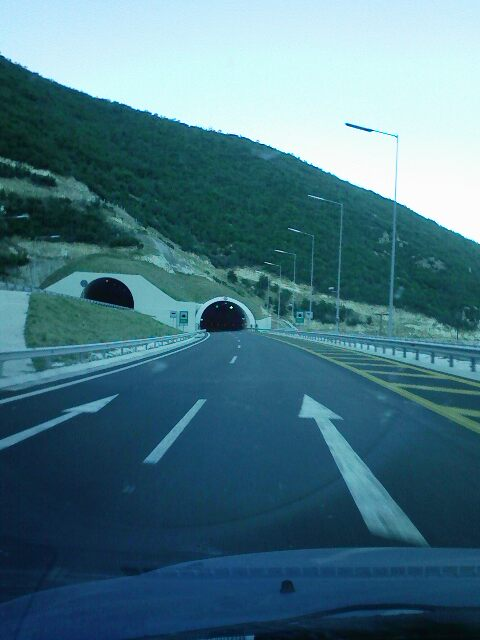
Un tratto con le moderne gallerie nella Grecia Settentrionale
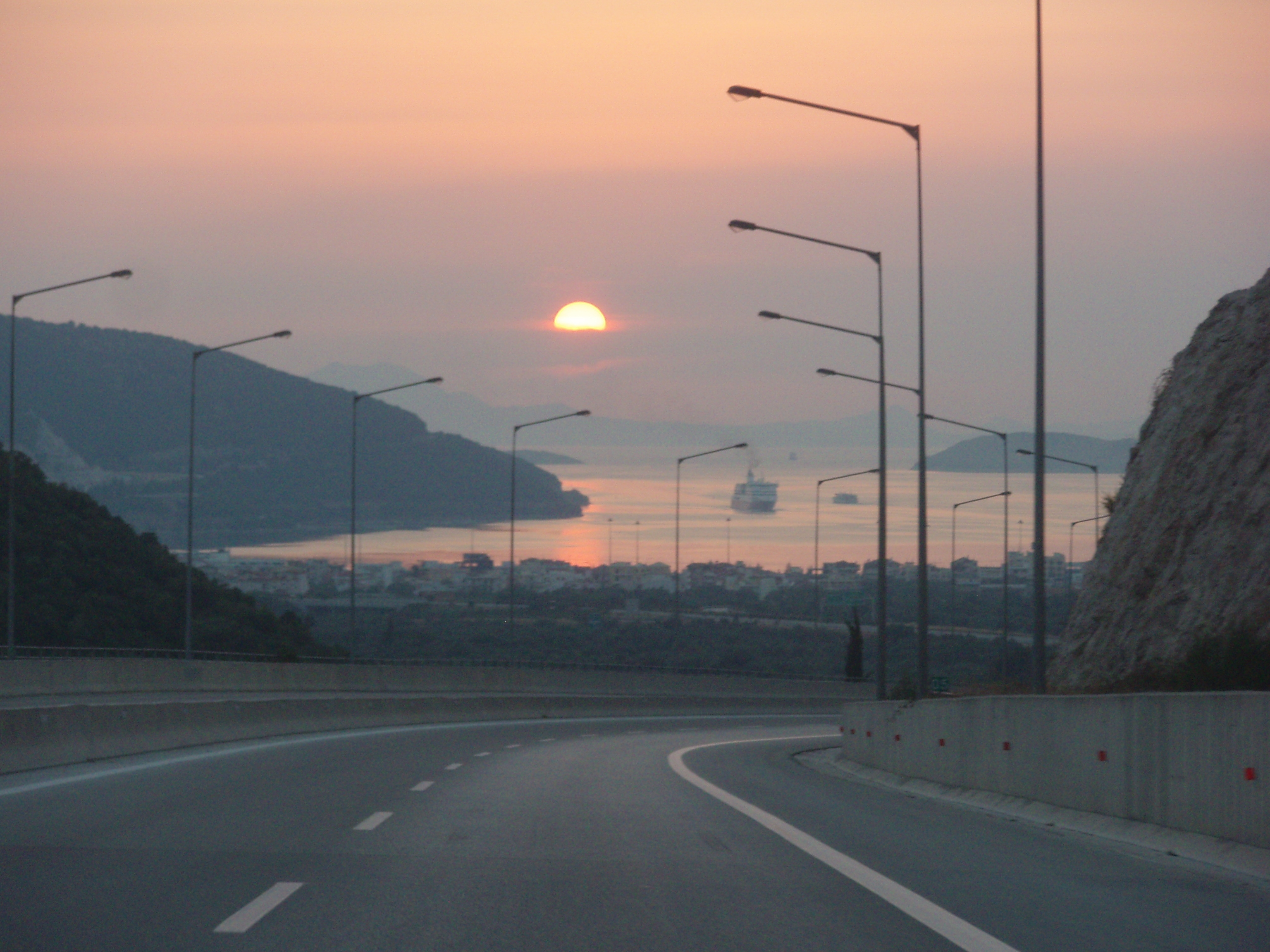
Il tratto Igoumenitsa-Paramythia
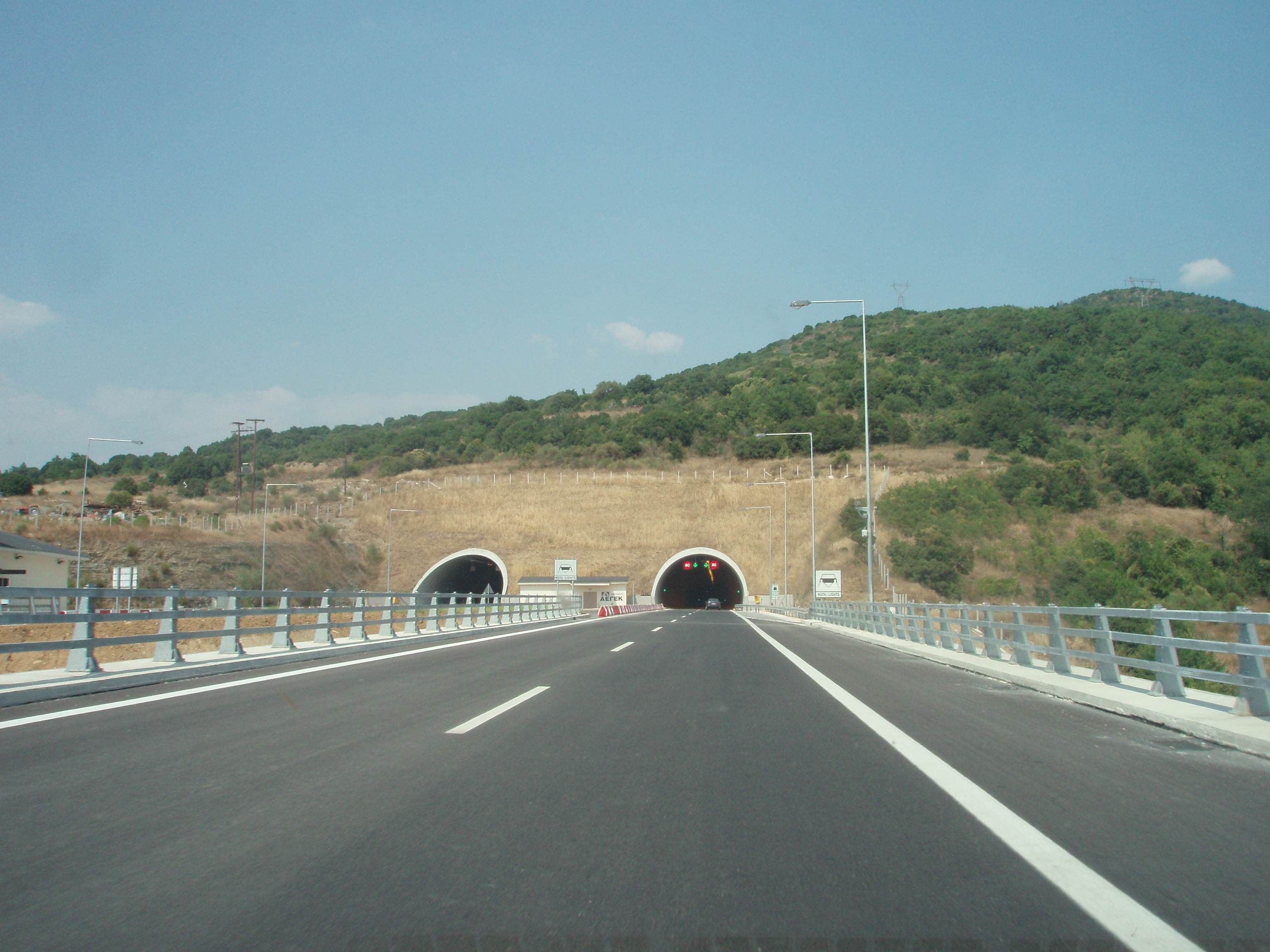
Il tratto Giannina-Driskos
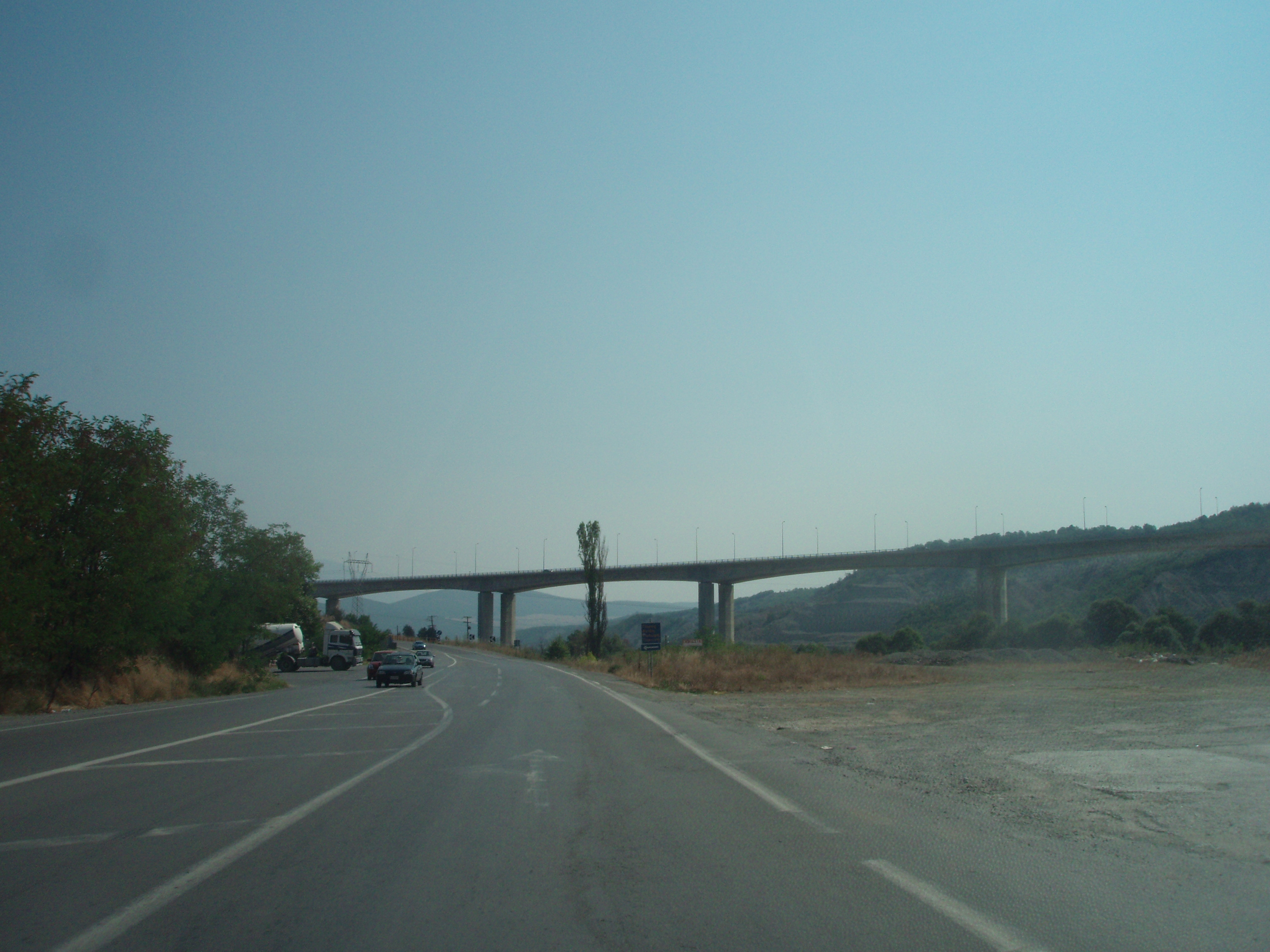
Un ponte del tratto Panagia-Grevena-Siatista-Kozani
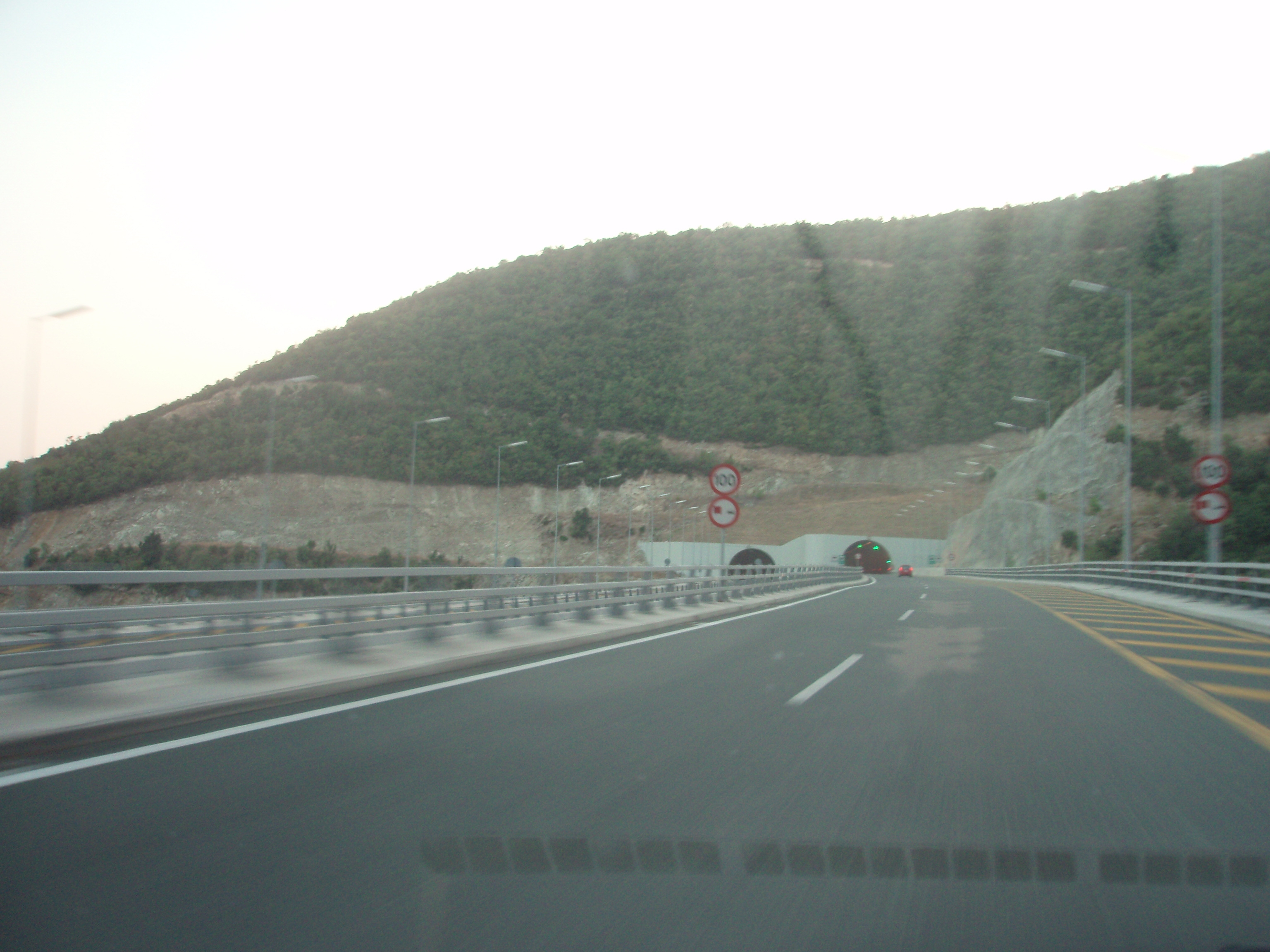
Il tratto Veria-Polymylos
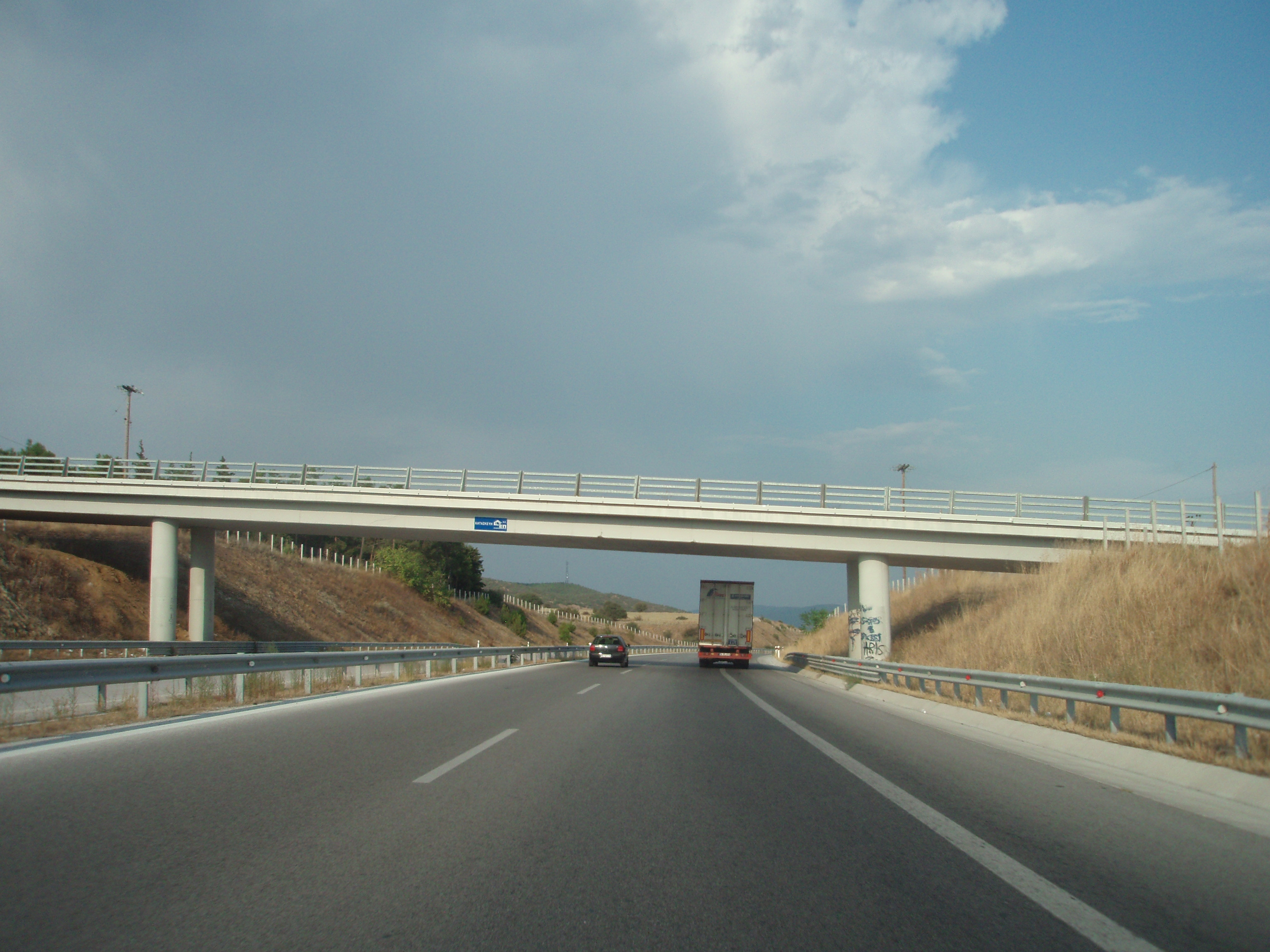
Il tratto Profitis-Rendina
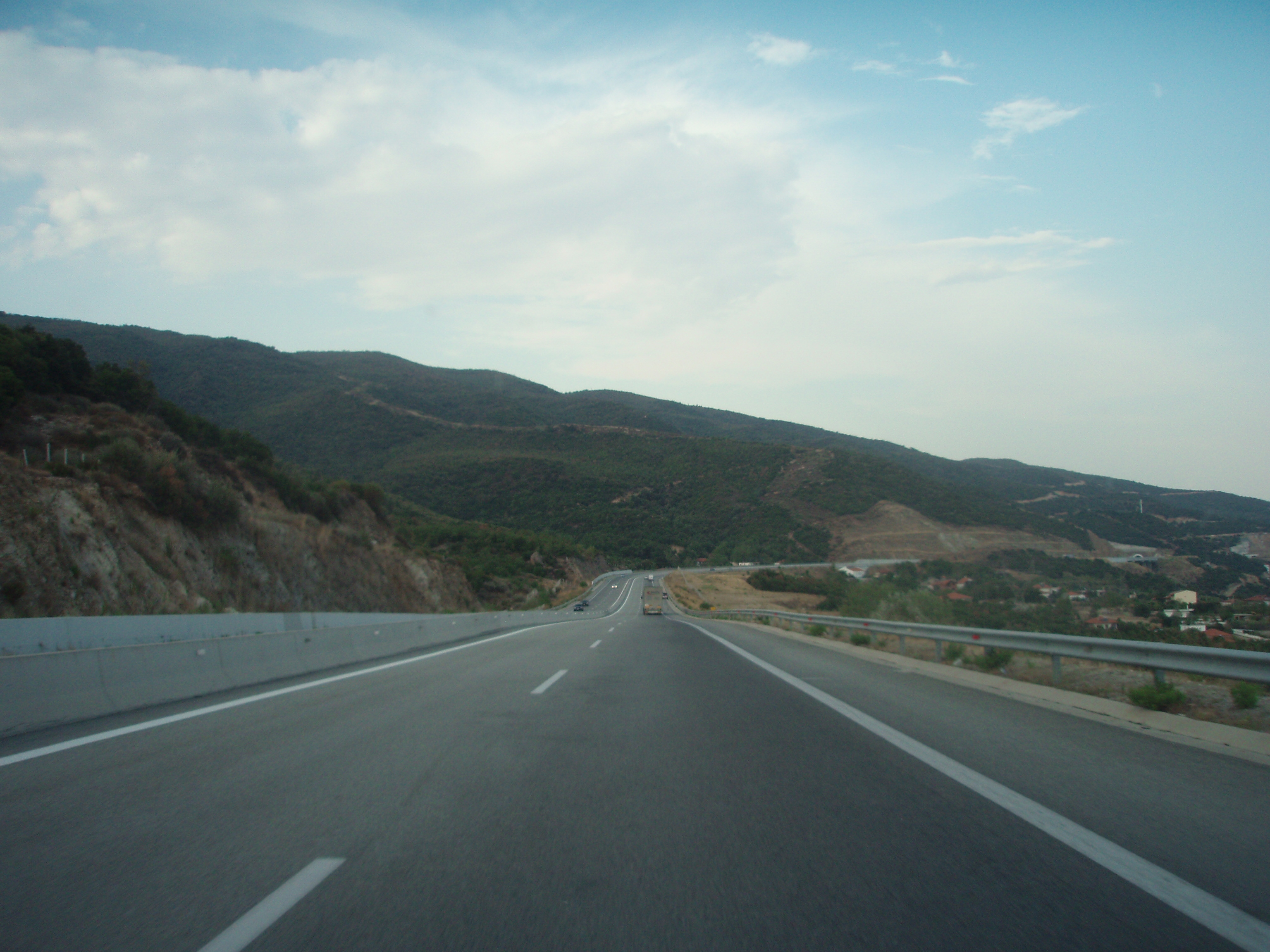
Il tratto Asprovalta-Strymonas